# マックスアンドコー
マックス アンド コー (MAX&Co.) は、1986年にスタートしたイタリア生まれのコンテンポラリーファッションブランド。元々はマックスマーラ ファッショングループの様々なブランドの中、トレンディ且つ高品質なアイテムを扱うセレクトショップの名前、マックス アンド コーから生まれたオリジナルブランド。